# Christian Martínez Villanueva
Christian Aníbal Martínez Villanueva (Santo Domingo, 5 de marzo de 1939) es un arquitecto, pintor y artista dominicano reconocido por sus trabajos en el desarrollo urbanístico y artístico de la República Dominicana durante los siglos XX y XXI.

## Biografía
Nació en Santo Domingo en 1939. Es hijo de Bienvenido Martínez Brea, más conocido como Bebecito, un importante arquitecto, constructor y funcionario del dictador Rafael Leónidas Trujillo y el expresidente Joaquín Balaguer.
Realizó sus estudios de primaria y bachillerato en el Instituto San Juan Bautista de la Salle y posteriormente viajó a Italia para completar la carrera de Arquitectura, Arte y Escenografía.
Las obras artísticas de Martínez se caracterizan por utilizar motivos renacentistas y figuras propias de la historia de la cultura taína y dominicana en general. Sus murales y lienzos han sido expuestos en Italia, Grecia, Japón, entre otros. Adicionalmente ha sido precursor en la utilización de murales y paneles suspendidos con pinturas en óleo y acuarela, los cuales han sido utilizados como elementos artísticos y decorativos en el Aeropuerto Internacional Las Américas, la Biblioteca Nacional Pedro Henríquez Ureña, el Museo Gregorio Luperón en Puerto Plata, el Museo de las Telecomunicaciones y las estaciones Hermanas Mirabal, Mamá Tingó y Tainos del Metro de Santo Domingo.
Gracias a su estilo fue ganador del segundo puesto en el III Concurso de Arte Eduardo León Jimenes y participó en la XLIII Bienal de Venecia en el año 1988.
Entre sus obras arquitectónicas se destaca la construcción y diseño del Baluarte del Conde y la restauración de la Puerta del Conde, Puerta de la Misericordia y el Parque Independencia de la ciudad de Santo Domingo, primera ciudad de fundación europea en América. La Ciudad Colonial de Santo Domingo y por ende las mencionadas edificaciones han sido declaradas como Patrimonio de la Humanidad por la UNESCO.
De igual modo, el señor Martínez fue el diseñador y constructor de la Plaza de la Bandera y de una porción del Parque Mirador Sur de la Ciudad de Santo Domingo.
En el plano académico ha participado en excavaciones arqueológicas en La Isabela e investigaciones antropológicas sobre la vida y cosmovisión de la cultura taína y los ciguayos. De igual modo, ha publicado diversos escritos entre los que se destacan la revista Ysabela y el libro Tureiro: Areyto de la Tierra y el Cielo. Mitología Taína en el cual ilustra la mitología taina con pinturas de su propia autoría.
En 2010 fue designado como Director del Museo del Hombre Dominicano en Santo Domingo.

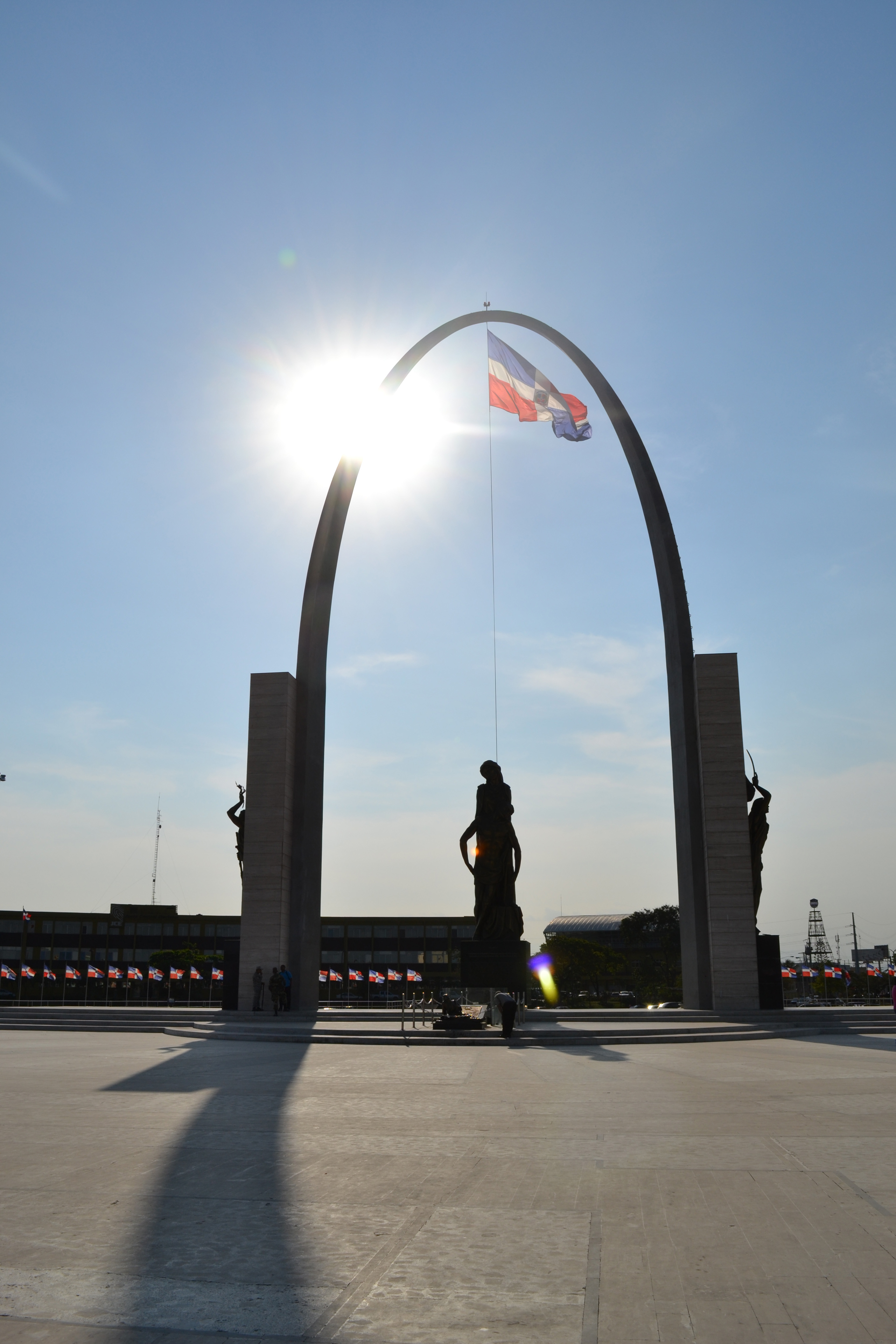
Arco de la Plaza de la Bandera de Santo Domingo.